# 緑の党 (ポーランド)
緑の党 (ポーランド語: Partia Zieloni) は、環境政策を掲げるポーランドの中道左派政党。環境団体、フェミニズム団体、性的指向・民族・信教等の少数派人権擁護団体を中心とした様々な民間団体により、2003年9月6日に「緑の党 2004」(ポーランド語: Zieloni 2004) として設立(2004年2月22日登録)。2013年3月より現在の党名を名乗る。
ローマで2004年2月22日に発足した欧州緑の党に所属し、EU欧州議会にて欧州緑の党自由同盟 (Verts/ALE) と連結を密に活動している。

## 政治方針
緑の党の基本信条
- 人権の尊重
- 社会的公平
- 主権在民と強い民主主義
- 環境保護
- 性差別・世代間差別の撤廃
- 民族・宗教・文化における多様性の尊重
- 少数派権利の尊重
- 紛争の平和的解決
- 社会福祉・環境問題意識を持った市場経済

（党綱領「緑のマニフェスト"Zielony Manifest"」から）
緑の党は、ポーランドの政教分離、人工中絶認可、同性間・異性間婚・婚外関係の登録(ポーランド国内民法上の婚姻届出制、財産分与、遺産分与、関係消滅後の養育費の問題)などをめざす。教育と予防を重点に置いた効果的な覚醒剤拡散抑制政策、イラクからのポーランド軍撤退、 徴兵制度撤廃と職業軍人制の導入、教育と医療における無料制度の継続を主張。死刑制度の再導入、比例税率課税導入には、反対の姿勢をとっている。
緑の党の経済政策は、環境・社会福祉問題意識を持った市場経済の考え方、つまり、社会福祉的・環境保護的・経済的目的の融合した均整のとれた経済的発展への道付けにある。
- 環境主義税制改革の実現
- 環境破壊・社会的弊害につながる補助金の撤廃

## 選挙
2004年欧州議会議員選挙に参戦。国内13選挙区中3区のみで立候補者名簿をたてることができた。16,288票、つまり国内有権者0.27%の支援を得た。

## 組織
党首は、マグダレナ・モシェヴィチ (pl:Magdalena Mosiewicz) とダリウシュ・シュフェド (w:Dariusz Szwed)。